# Aguiaria excelsa
Aguiaria excelsa là một loài thực vật có hoa trong họ Cẩm quỳ. Loài này được Ducke mô tả khoa học đầu tiên năm 1935.